# Guandong Shuiku
Guandong Shuiku (kinesiska: 观洞水库) är en reservoar i Kina. Den ligger i provinsen Guangdong, i den södra delen av landet, omkring 100 kilometer öster om provinshuvudstaden Guangzhou. Guandong Shuiku ligger 14 meter över havet. Arean är 3,2 kvadratkilometer. I omgivningarna runt Guandong Shuiku växer huvudsakligen savannskog. Den sträcker sig 3,1 kilometer i nord-sydlig riktning, och 5,3 kilometer i öst-västlig riktning.
Genomsnittlig årsnederbörd är 2 177 millimeter. Den regnigaste månaden är maj, med i genomsnitt 511 mm nederbörd, och den torraste är oktober, med 13 mm nederbörd.